# Cratere Gullstrand
Gullstrand è un cratere lunare di 45,05 km situato nella parte nord-orientale della faccia nascosta della Luna, a nordovest del cratere Perrine e ad est-nordest del cratere Quetelet.
Il cratere ha un bordo circolare relativamente definito, che è stato poco consumato dal tempo. È presente un cratere nel lato di sudovest del bordo e a sudest. Un altro cratere adiacente al bordo orientale presenta una forma strana e piccoli crateri giacciono ai confini settentrionali e meridionali del bordo.
Le pareti interne sono relativamente semplici e senza caratteristiche degne di nota. La superficie interna non è segnata da crateri e presenta solo un basso picco centrale.
Il cratere è dedicato al medico svedese Allvar Gullstrand.

## Crateri correlati
Alcuni crateri minori situati in prossimità di Gullstrand sono convenzionalmente identificati, sulle mappe lunari, attraverso una lettera associata al nome.
| Gullstrand | Coordinate             | Diametro (in km) |
| ---------- | ---------------------- | ---------------- |
| C          | 46°34′12″N 127°06′00″W | 15,58            |